# La parola del passato
La Parola del Passato è un periodico scientifico di studi antichi.

## Storia
(Benedetto Croce, Quaderni della "Critica")
Nel 1946, nel secondo dopoguerra il poliedrico intellettuale Giovanni Pugliese Carratelli fonda La Parola del Passato con Gaetano Macchiaroli, editore rigoroso, impegnato nel sociale e nella politica. La rivista ottiene rapidamente un posto di primo piano nel mondo culturale italiano, e viene diretta ininterrottamente e con grande dedizione da Pugliese Carratelli sino alla sua scomparsa, avvenuta nel 2010. La nascita del periodico segna l'inizio della collaborazione con una fitta schiera dei migliori letterati dell'epoca.
Accanto al redattore responsabile Giovanni Pugliese Carratelli, infatti, figurano Adolfo Omodeo, Vincenzo Arangio Ruiz, Vittorio Bertoldi, Vittorio De Falco, Francesco Gabrieli, Amedeo Maiuri e Concetto Marchesi nella veste di redattori. Nel 1948 all'organigramma della rivista si aggiunge un giovanissimo Marcello Gigante, che dedicò il suo impegno a La Parola del Passato fino all'anno 2001, l'ultimo della sua vita. Dal 1955 la redazione è incrementata da altri autorevoli nomi: Ranuccio Bianchi Bandinelli, Ignazio Cazzaniga, Giacomo Devoto, Sergio Donadoni, Eugenio Garin, Doro Levi, Mario Attilio Levi, Domenico Mustilli. Dal 1957 si aggiunge ai segretari di redazione Mario Napoli.
L'elegante ed evocativo titolo scelto per la rivista deriva da un passo delle "Considerazioni inattuali" di Friedrich Nietzsche, contenuta ne "L'utilità e il danno della storia per la vita" e così tradotto da Benedetto Croce: "La parola del passato è sempre simile a una sentenza d'oracolo; e voi non la intenderete se non in quanto sarete gli intenditori del presente, i costruttori dell'avvenire.”
Il significato e il profilo della rivista sono racchiusi e chiariti in tale frase, che troviamo in epigrafe nella terza di copertina di tutti i fascicoli; è un indirizzo di ricerca: lo studio delle Humanae Littarae non si deve limitare alla mera erudizione, ma alla promozione dell'istruzione morale ed estetica, perché non sia fuga dal presente, ma dia il suo contributo al dibattito contemporaneo; esso può modificare il presente e ha l'obbligo le basi del futuro. Nel 1955 il complemento del titolo viene sostituito: l'ampliamento degli interessi dei collaboratori del periodico dagli studi classici alla più vasta area degli studi antichi e orientali rende necessario variare il sottotitolo da Rivista di studi classici a Rivista di studi antichi. La Parola del Passato è pubblicato in collaborazione con l'Istituto Italiano per gli Studi Filosofici di Napoli ed è stato distribuito sin dalla sua prima edizione dalla casa di Macchiaroli, per poi passare dall'annata 2015 alla casa editrice Leo S. Olschki.

## Caratteristiche e contenuti
La sobria premessa al primo numero indica un programma ben delineato: Giovanni Pugliese Carratelli sottolinea che la nascita della rivista si colloca negli anni del dopoguerra, in un periodo in cui ogni studioso cercava di contribuire alla ricostruzione di un paese distrutto, ma desideroso di rinascere sul piano economico, culturale e istituzionale.
Fin dall'inizio la rivista pubblica contributi anche nelle principali lingue europee: la collaborazione fra studiosi di diversa provenienza culturale, politica e geografica, uniti dallo sforzo di dare un nuovo significato allo studio dell'antichità, denota l'impronta internazionale che i fondatori hanno voluto conferire al periodico. 
La nascita della rivista nel Mezzogiorno ha implicato naturalmente che vaste sezioni fossero dedicate alla Magna Grecia, ma la valorizzazione di questo patrimonio culturale non ha mai determinato una provincializzazione della rivista. Secondo i curatori de La Parola del Passato, infatti, un'approfondita conoscenza delle radici storiche è legata alla consapevolezza che fra le varie culture del mondo antico esistano relazioni e scambi che hanno alimentano il patrimonio di idee di ciascuna civiltà di origine l'orizzonte di studio, dunque, deve abbracciare tutte le culture del Mediterraneo e della sua periferia in una visione sintetica che comprenda non solo il mondo classico, ma anche il Vicino Oriente antico: il sottotitolo cambia proprio per sottolineare una visione dell'antichità senza barriere.
Gli argomenti trattati, dunque, sono numerosissimi. Dalle ‘Tabulae Herculanenses’ alla ceramica dell'Area sacra di S. Omobono, da Epicuro e dal suo ‘Peri physeos’, ai contribuiti alla papirologia ercolanese di Achille Vogliano e Marcello Gigante; dalla questione della presenza achea nel Lazio, alle origini di Roma, dalla storia di Cuma alla comunità pitagorica ivi presente. Dalla funzione e dalla datazione del cosiddetto Antro della Sibilla alle Lamine di Pyrgi, da Plotino e dall'identificazione della sua ‘Platonopolis’ all'Heraion del Sele, dal problema dei santuari extramurari in Magna Grecia, alla decifrazione delle epigrafi di Velia, fino alla questione della scuola medica velina a cui tanti studi aveva dedicato Pietro Ebner. Dall'etica di Democrito all'identificazione della dea di Parmenide, dall'architettura del Palazzo di Cnosso all'esegesi del poligono a ventisei facce che campeggia nel ‘Ritratto di Luca Pacioli e Guidubaldo da Montefeltro’, fino all'Orfismo e agli editti di Aśoka, il re indiano del III sec. a.C..
I volumi dal 1956 al 1966 sono improntati perlopiù agli studi sulla Lineare B e al mondo miceneo. Col Volume del 1962 si riapre il discorso dell'espansione achea (o micenea) in Occidente prima della colonizzazione storica, mentre la storia di Ercolano, i suoi reperti e i suoi papiri, hanno costituito un interesse costante della rivista, che si traduce in una cospicua serie di scritti su questo tema.
Anche la filosofia greca, dunque,  ha avuto un posto d'onore nei volumi della rivista, così come la storia delle religioni classiche, in particolar modo le dottrine orfiche, e del primo Cristianesimo. Nessun settore della scienza dell'antichità è stato ignorato: dal diritto romano alla storia politica, dalla filologia alla critica letteraria, dalle arti figurative all'economia e le scienze.
Periodicamente, vengono redatti alcuni volumi monografici dedicati ai progressi effettuati nella scienza dell'antichità, come ad esempio quelli dedicati a Napoli antica, a Velia, alla Persia. L'impostazione, anche in questi casi, denota l'interdisciplinarità fra la filologia classica e quella orientale, fra l'epigrafia e la numismatica, fra la papirologia e la filologia medievale.
La rivista è cresciuta da tre a sei numeri l'anno (dal 1951) e la struttura iniziale è simile a quella odierna: Articoli, Note critiche e filologiche, Rassegne e Testi e Documenti, sezione che diverrà, dal volume X, Testi e Monumenti.
La rivista ha ricevuto l'abilitazione scientifica nazionale nel 2013, ed è in fascia "A" per i settori: 10/A1; 10/D1; 10/D2; 10/D3;10/D4.

## Gli indici
Il primo indice intitolato “I primi trenta anni”, pubblicato nel 1976, è a cura di Marcello Gigante, che nell'introduzione ripercorre la storia della rivista, donandoci un quadro esaustivo e pieno di fascino. Esso è suddiviso in Indice degli articoli, delle note critiche e filologiche, dei testi e monumenti, delle rassegne, curato dallo stesso Gigante; l'indice dei testi, dei vocaboli e ideogrammi micenei curato da Anna Sacconi; l'indice dei luoghi notevoli, dei codici, delle lamellae, dei papiri, delle tabulae curato da Gennaro Luongo; l'indice dei monumenti curato da Nazarena Valenza Mele.
Il secondo indice, pubblicato come supplemento al secondo fascicolo del 1991, col titolo “Il mondo antico in quarantacinque anni della Parola del passato, rivista di studi antichi” è stato stilato dal comitato di redazione composto da Pia De Fidio, Raffaella Pierobon Benoit, Marisa Tortorelli Ghidini con il coordinamento dell'editore Gaetano Macchiaioli. È dedicato al direttore Giovanni Pugliese Carratelli come omaggio nel suo ottantesimo compleanno. Esso è composto da un sommario dei fascicoli I – CCLV e un indice dei collaboratori.

## Consiglio scientifico
John K. Davies, Vera von Falkenhausen, Hans-Joachim Gehrke, Michel Gras, Johannes Kramer, Gianfranco Maddoli, Dirk Obbink, Raffaella Pierobon Benoit, Mirjo Salvini, Salvatore Settis, Marisa Tortorelli Ghidini, Gernot Wilhelm, Fausto Zevi.

## Redazione
Giovanni Boffa, Marco Di Branco, Carmine Pisano, Luigi Vecchio (Coordinatore).